# 弗里埃克斯 (新澤西州)
弗里埃克斯（英語：Free Acres）是位於美國新澤西州薩默塞特縣及尤寧縣的非建制地區。

## 地理
弗里埃克斯所處的海拔為高於海平面134米（即440英呎），而該地所採用的時區為UTC-5，即北美东部时区（EST）。同時該地設有夏令時間，為UTC-5調快一小時，即UTC-4（EDT）。